# Estación de Calkiní
Calkiní fue una estación de trenes que se encuentra en Calkiní, Campeche. La estación contó con una sala de espera, oficinas de jefe de estación, oficinas de Telégrafo, una casa de jefe de estación y sanitarios. El 7 de agosto de 1961 se inauguró la estación junto más obras en la comunidad.
La estación fue remodelada en el 2020 para crear Centro Integrador del Bienestar.